# Heinz-Dieter Pohl
Heinz-Dieter Pohl (* 6. September 1942 in Wien) ist ein österreichischer Sprachwissenschaftler und Namenforscher.

## Leben
Pohl ist der Sohn des Gymnasiallehrers Heinz Pohl und dessen Gattin Hermine. Er studierte Klassische Philologie und Geschichte an der Universität Wien, später Vergleichende Sprachwissenschaft (Indogermanistik) mit Schwerpunkt Slawische Philologie.
Pohl war von 1967 bis 1972 an der Universität Wien (Institut für Allgemeine und Indogermanische Sprachwissenschaft) tätig, wechselte 1972 an die damaligen Hochschule für Bildungswissenschaften (heute Alpen-Adria-Universität Klagenfurt) und war seit 1979 Universitätsprofessor für Allgemeine und Diachrone Sprachwissenschaft. Seit 1. Oktober 2007 befindet sich Pohl im Ruhestand, ist aber weiterhin in Forschung und Lehre tätig.
Seine Forschungsschwerpunkte sind zuletzt v. a. Orts- und Flurnamenforschung, deutsch-slowenischer Sprachkontakt (und historisch-linguistische Untersuchungen zur Sprache der Karantanen), bairisch-österreichische Dialektologie, österreichisches Deutsch, ferner historische Linguistik, diachron-vergleichende Untersuchung von Sprachen und Soziolinguistik.
Pohl ist korrespondierendes Mitglied der Slowenischen Akademie der Wissenschaften, der Arbeitsgemeinschaft für Kartographische Ortsnamenkunde (AKO) und des Ständigen Ausschusses für geographische Namen/StAGN (Permanent committee on geographical names). Weiters ist er (entsprechend seinen mundartkundlichen Arbeiten) Mitglied im Förderverein Bairische Sprache und Dialekte e. V. (FBSD, Bairische Sprache und Dialekte), der die Bairischen Mundarten in Deutschland, Österreich und Italien (Südtirol) erforscht und zu fördern versucht.
Pohl war von 2000 bis 2007 Obmann des Wiener Vereins Muttersprache. Ab 2007 bekleidete er einige Jahre das Amt des Obmann-Stellvertreters.

## Auszeichnungen
Am 10. November 2005 erhielt Pohl den Einspieler-Preis des Rates der Kärntner Slowenen (Narodni svet koroških Slovencev) und des Christlichen Kulturverbandes (Krščanska kulturna zveza) der christlich-konservativen Interessensvertretungsorganisationen der Slowenen in Klagenfurt. Laut Jury hat Sprachwissenschafter an der Uni Klagenfurt „sehr viel dazu beigetragen, den Blick auf die Kärntner Vergangenheit zu entkrampfen und die Zweisprachigkeit in allen Bereichen als etwas Selbstverständliches anzunehmen“.

## Werke (Auswahl)
- Kleine Kärntner Mundartkunde, mit Wörterbuch. Heyn, Klagenfurt 1989, ISBN 3-85366-545-4 (2007 als Kleines Kärntner Wörterbuch in der 2., stark erweiterten Auflage wieder erschienen).
- Zur Geschichte und zur Unabhängigkeit Sloweniens und Kroatiens. Hintergründe und historische Daten zum Zerfall Jugoslawiens (Klagenfurter Beiträge zur Sprachwissenschaft 1–18/1991–1992 [1993] 5–60).
- Kärnten – deutsche und slowenische Namen / Koroška – slovenska in nemška imena. In: Österreichische Namenforschung. Zeitschrift der Österreichischen Gesellschaft für Namenforschung, Heft 2–3. Jahrgang 28. Praesens, 2000, ISSN 1028-1495. Neubearbeitung unter dem Titel: Unsere slowenischen Ortsnamen Mohorjeva/Hermagoras, Klagenfurt 2010, ISBN 978-3-7086-0521-0
- Die Sprache der Kärntner Küche. Hermagoras, Klagenfurt 2004, ISBN 978-3-7086-0026-0.
- Beitrag: Slowenisches Erbe in Kärnten und Österreich. Ein Überblick. In: Karl Anderwald, Peter Filzmaier, Karl Hren (Hrsg.): Kärntner Jahrbuch für Politik 2005. Kärntner Druck- und Verlagsgesellschaft, Klagenfurt 2005, ISBN 3-85391-244-3, S. 127–160 (312 S., jahrbuchkaernten.at [PDF; 1,5 MB]).
- Die österreichische Küchensprache. Ein Lexikon der typisch österreichischen kulinarischen Besonderheiten (mit sprachwissenschaftlichen Erläuterungen). Praesens, Wien 2007, ISBN 978-3-7069-0452-0.
- mit Birgit Schwaner: Das Buch der österreichischen Namen. Ursprung – Eigenart – Bedeutung. Pichler, Wien 2007, ISBN 978-3-85431-442-4.
- Kleines Kärntner Wörterbuch. 2., stark erweiterte Auflage. Heyn, Klagenfurt 2007, ISBN 978-3-7084-0243-7 (Erstausgabe:  1989).
- Von Apfelstrudel bis Zwetschkenröster. Kleines Handbuch der österreichischen Küchensprache. Ueberreuter, Wien 2008, ISBN 978-3-8000-7369-6.
- Unsere slowenischen Ortsnamen / Naša slovenska krajevna imena. Mohorjeva / Hermagoras, Klagenfurt 2010, ISBN 978-3-7086-0521-0 (285 S.).
- mit V.I. Lewizkij: Geschichte der deutschen Sprache. Winnyzja, Nowa Knyha Verlag 2010 (überarbeitete und ergänzte Übersetzung aus dem Ukrainischen, ISBN 978-966-382-169-6, 254 S.)

- Die Bergnamen der Hohen Tauern (OeAV-Dokumente Nr. 6). Oesterreichischer Alpenverein & Nationalpark Hohe Tauern, Innsbruck 2009 (2. Auflage 2011).
- mit Willi Seifert: Die Bergnamen der Zillertaler Alpen, ein Gipfelbuch der besonderen Art. Ginzling, Hochgebirgs-Naturpark Zillertaler Alpen 2019 (https://www.naturpark-zillertal.at/; 144 S., 2. erweiterte Auflage in Arbeit).